# 성왕 (발해)
성왕(成王, ?~794년)은 발해의 제5대 왕이다. 휘는 화여(華璵)이다. 연호는 중흥(中興)이다. 문왕의 손자이자 대굉림의 아들로 폐왕 원의의 족손이다.
폐왕 원의가 암살되자 즉위, 그해 수도를 동경용원부에서 원래의 수도인 상경용천부로 천도했다.

## 생애
아버지 굉림이 조부 문왕보다 일찍 죽어 그의 족제 대원의가 즉위했다. 굉림의 시호는 기록이 없어 알 수 없다.
793년에 즉위한 대원의가 포악한 행동을 해 국인(國人)들에 의해 왕위에서 쫓겨나자 그 뒤를 이었다. 연호를 중흥(中興)으로 고치고 수도를 동경용원부에서 이전의 도읍지였던 상경용천부로 천도하였다. 발해 멸망까지의 수도가 되었다. 그러나 그는 793년 왕위를 계승한 지 몇 달 만에 병을 얻어 얼마 후 붕어하기 직전까지 숙부 대숭린(大嵩璘)이 대리청정하였다.
그의 뒤는 숙부 숭린이 이었는데, 성왕에게 자녀가 있었는지 유무 여부, 숭린의 정변 여부는 기록이 없어 알 수 없다.

## 가계
- 조부 : 문왕(大欽茂)
  - 부 : 대굉림(大宏臨)
  - 종숙 : 폐왕(大元義 廢王, 재위 793년~793년)

## 같이 보기
- 신라
  - 원성왕 (785년 ~ 798년)